# Доній Кашич
Доній Кашич (хорв. Donji Kašić) — населений пункт у Хорватії, у Задарській жупанії у складі міста Бенковаць.

## Населення
Населення за даними перепису 2011 року становило 63 осіб.
Динаміка чисельності населення поселення:

## Клімат
Середня річна температура становить 13,76 °C, середня максимальна – 27,94 °C, а середня мінімальна – 0,22 °C. Середня річна кількість опадів – 919 мм.
| Клімат поселення                              | Клімат поселення | Клімат поселення | Клімат поселення | Клімат поселення | Клімат поселення | Клімат поселення | Клімат поселення | Клімат поселення | Клімат поселення | Клімат поселення | Клімат поселення | Клімат поселення | Клімат поселення |
| Показник                                      | Січ.             | Лют.             | Бер.             | Квіт.            | Трав.            | Черв.            | Лип.             | Серп.            | Вер.             | Жовт.            | Лист.            | Груд.            |                  |
| Середній максимум, °C                         | 10,10            | 10,94            | 13,71            | 16,89            | 21,58            | 25,22            | 27,94            | 27,41            | 23,44            | 19,14            | 13,64            | 10,81            |                  |
| Середня температура, °C                       | 5,16             | 6,00             | 8,77             | 11,94            | 16,64            | 20,28            | 23,60            | 23,08            | 19,10            | 14,82            | 9,31             | 6,48             |                  |
| Середній мінімум, °C                          | 0,22             | 1,04             | 3,83             | 6,98             | 11,69            | 15,34            | 19,28            | 18,73            | 14,78            | 10,48            | 4,98             | 2,14             |                  |
| Норма опадів, мм                              | 75               | 67               | 71               | 77               | 69               | 60               | 36               | 53               | 99               | 107              | 110              | 95               |                  |
| Середньомісячна швидкість вітру, м/с          | 2.78             | 2.91             | 3.06             | 2.95             | 2.57             | 2.37             | 2.39             | 2.28             | 2.48             | 2.61             | 3.12             | 3.06             |                  |
| Середньомісячна сонячна радіація, кДж/м²·день | 5027             | 7722             | 11319            | 16087            | 20238            | 22540            | 24156            | 21002            | 15472            | 9854             | 5414             | 4298             |                  |
| --------------------------------------------- | ---------------- | ---------------- | ---------------- | ---------------- | ---------------- | ---------------- | ---------------- | ---------------- | ---------------- | ---------------- | ---------------- | ---------------- | ---------------- |
| Джерело:                                      |                  |                  |                  |                  |                  |                  |                  |                  |                  |                  |                  |                  |                  |